# Sörnäinen
Sörnäinen (suédois : Sörnäs) est une quartier à Helsinki en Finlande.

## Présentation
Sörnäinen est situé à un peu plus d'un kilomètre au nord-est du centre côtier d'Helsinki, près du quartier de Hakaniemi. Sörnäinen est bordé par la mer.
Avec le reste du centre-ville, Sörnäinen, Alppiharju et Kallio sont les zones les plus densément construites d'Helsinki et ce faisant de toute la Finlande.
La part des petits appartements parmi l'ensemble des appartements est la plus importante à Helsinki : jusqu'à 80 %. En raison de la petite taille des appartements, le résident le plus typique de la zone est un jeune adulte vivant seul, ou un couple âgé ou sans enfant.
La nouvelle zone maritime de Kalasatama avec 25 000 habitants et 10 000 emplois est en cours de construction dans la zone portuaire de Sörnäinen et ses environs dans les années 2010-2030 dans le cadre du centre-ville Est.
Les anciennes zones portuaires de Sompasaari et Nihti sont également en cours de transformation en zones résidentielles.
Sörnäinen abrite, entre-autres, le siège des propriétés du Sénat et la prison d'Helsinki.
Sörnäinen a une superficie de 1,66 km2 et sa population s'élève à 14 999 habitants (2021) et elle offre 12833 emplois.

## Transports
Le tunnel de Sörnäinen reliera au début des années 2030 les principales liaisons routières nord-sud, la route côtière d'Hermanni et à la route côtière de Sörnäinen,.
Presque toutes les lignes de bus allant du centre-ville vers le nord-est ou l'est d'Helsinki et Vantaa passent par Sörnäinen, comme les lignes 510, 59, 611, 717, 721 ou 73.
En particulier, la courbe de Sörnäinen est une plaque tournante pour de nombreuses liaisons de transports publics.
Plusieurs lignes de tramway longent Hämeentie.
La station de métro Sörnäinen a été mise en service en 1984, ainsi que la  station de Kalasatama, qui a ouvert en 2007.
|  | uexKBHFa |

|  | uexHST |

|  | uexHST |

|  | utPSLa |

|  | uexHST |

| exTRAM | uexHST |  |

| exTRAM | uexHST |  |

|  | utSTR+GRZq |

|  | uexHST |

|  | uexHST |

| TRAM | uexHST |  |

|  | utABZg+l | utENDEeq |

| TRAM | uexHST |  |

| TRAM | uexHST | TRAIN2 |

| TRAM | uexHST |  |

| TRAM | uexHST | exTRAIN2 |

| TRAM | uexHST |  |

|  | uexHST |

| WASSERq | uhKRZWae | WASSERq |

|  | uexHST |

|  | uexHST |

|  | utSTRe | emENDE |

|  | uBHF | uTUNNEL1 |

|  | uSBRÜCKE | uDST |

|  | uABZgl+l | uSTRr |

|  | utSTRa |

| exTRAM | uexHST |  |

|  | uABZgl+l | uSTR+r |

|  | uexHST | uexSTR |

|  | uexSTR | uexHST |

|  | utSTRe | uSKRZ-G4u |

|  | uhKRZWae | uSTR |

|  | uexHST | uexSTR |

|  | uexSTR | uexHST |

|  | uexHST | uexSTR |

|  | uexSTR | uexHST |

|  | uexKBHFa |

|  | uexHST |

|  | uexHST |

|  | utPSLa |

|  | uexHST |

| exTRAM | uexHST |  |

| exTRAM | uexHST |  |

|  | utSTR+GRZq |

|  | uexHST |

|  | uexHST |

| TRAM | uexHST |  |

|  | utABZg+l | utENDEeq |

| TRAM | uexHST |  |

| TRAM | uexHST | TRAIN2 |

| TRAM | uexHST |  |

| TRAM | uexHST | exTRAIN2 |

| TRAM | uexHST |  |

|  | uexHST |

| WASSERq | uhKRZWae | WASSERq |

|  | uexHST |

|  | uexHST |

|  | utSTRe | emENDE |

|  | uBHF | uTUNNEL1 |

|  | uSBRÜCKE | uDST |

|  | uABZgl+l | uSTRr |

|  | utSTRa |

| exTRAM | uexHST |  |

|  | uABZgl+l | uSTR+r |

|  | uexHST | uexSTR |

|  | uexSTR | uexHST |

|  | utSTRe | uSKRZ-G4u |

|  | uhKRZWae | uSTR |

|  | uexHST | uexSTR |

|  | uexSTR | uexHST |

|  | uexHST | uexSTR |

|  | uexSTR | uexHST |

|  | uexKBHFa |

|  | uexHST |

|  | uexHST |

|  | utPSLa |

|  | uexHST |

| exTRAM | uexHST |  |

| exTRAM | uexHST |  |

|  | utSTR+GRZq |

|  | uexHST |

|  | uexHST |

| TRAM | uexHST |  |

|  | utABZg+l | utENDEeq |

| TRAM | uexHST |  |

| TRAM | uexHST | TRAIN2 |

| TRAM | uexHST |  |

| TRAM | uexHST | exTRAIN2 |

| TRAM | uexHST |  |

|  | uexHST |

| WASSERq | uhKRZWae | WASSERq |

|  | uexHST |

|  | uexHST |

|  | utSTRe | emENDE |

|  | uBHF | uTUNNEL1 |

|  | uSBRÜCKE | uDST |

|  | uABZgl+l | uSTRr |

|  | utSTRa |

| exTRAM | uexHST |  |

|  | uABZgl+l | uSTR+r |

|  | uexHST | uexSTR |

|  | uexSTR | uexHST |

|  | utSTRe | uSKRZ-G4u |

|  | uhKRZWae | uSTR |

|  | uexHST | uexSTR |

|  | uexSTR | uexHST |

|  | uexHST | uexSTR |

|  | uexSTR | uexHST |

|  | uexKBHFa |

|  | uexHST |

|  | uexHST |

|  | utPSLa |

|  | uexHST |

| exTRAM | uexHST |  |

| exTRAM | uexHST |  |

|  | utSTR+GRZq |

|  | uexHST |

|  | uexHST |

| TRAM | uexHST |  |

|  | utABZg+l | utENDEeq |

| TRAM | uexHST |  |

| TRAM | uexHST | TRAIN2 |

| TRAM | uexHST |  |

| TRAM | uexHST | exTRAIN2 |

| TRAM | uexHST |  |

|  | uexHST |

| WASSERq | uhKRZWae | WASSERq |

|  | uexHST |

|  | uexHST |

|  | utSTRe | emENDE |

|  | uBHF | uTUNNEL1 |

|  | uSBRÜCKE | uDST |

|  | uABZgl+l | uSTRr |

|  | utSTRa |

| exTRAM | uexHST |  |

|  | uABZgl+l | uSTR+r |

|  | uexHST | uexSTR |

|  | uexSTR | uexHST |

|  | utSTRe | uSKRZ-G4u |

|  | uhKRZWae | uSTR |

|  | uexHST | uexSTR |

|  | uexSTR | uexHST |

|  | uexHST | uexSTR |

|  | uexSTR | uexHST |

## Galerie

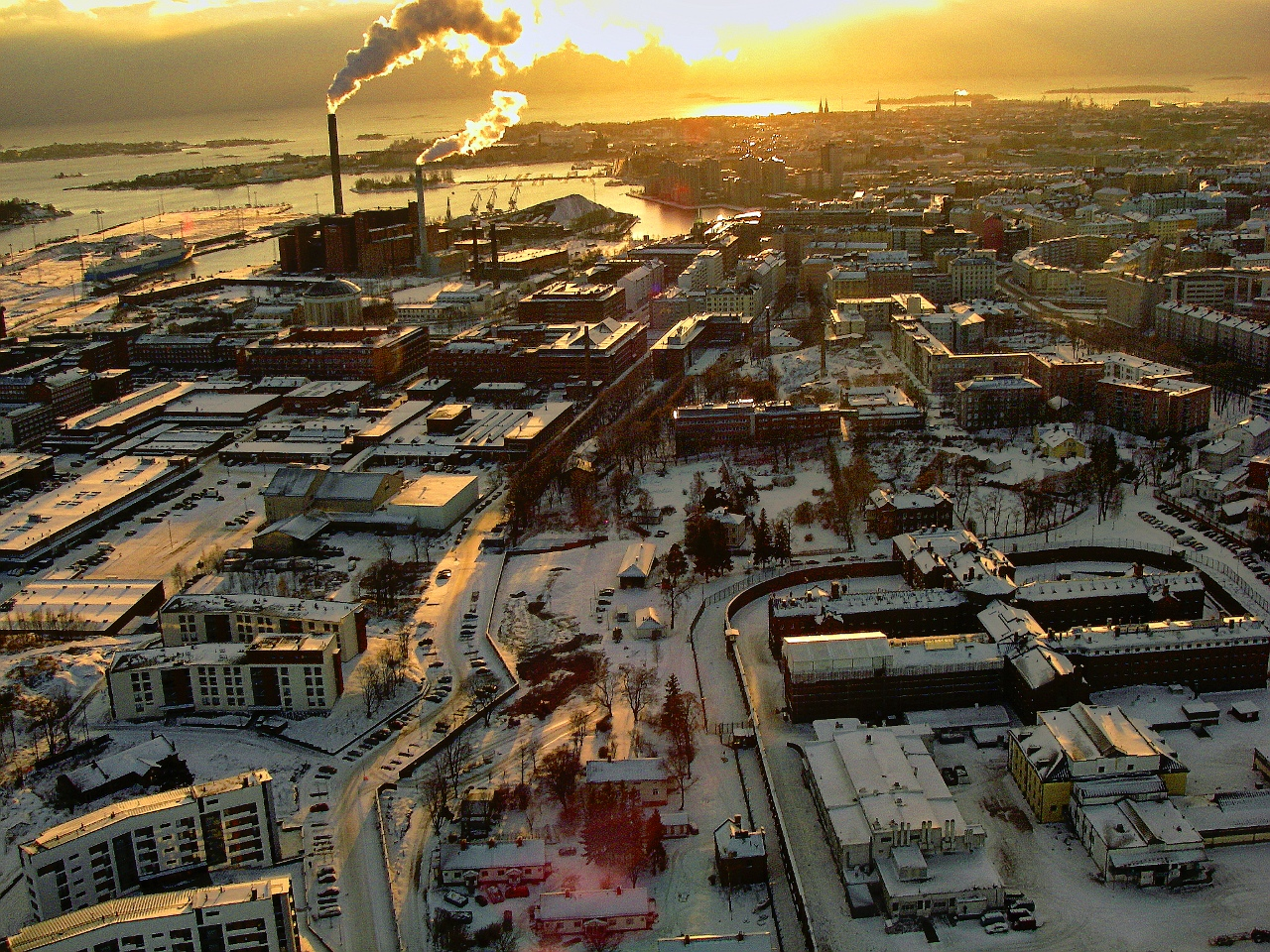
Vue aérienne de Sörnäinen.
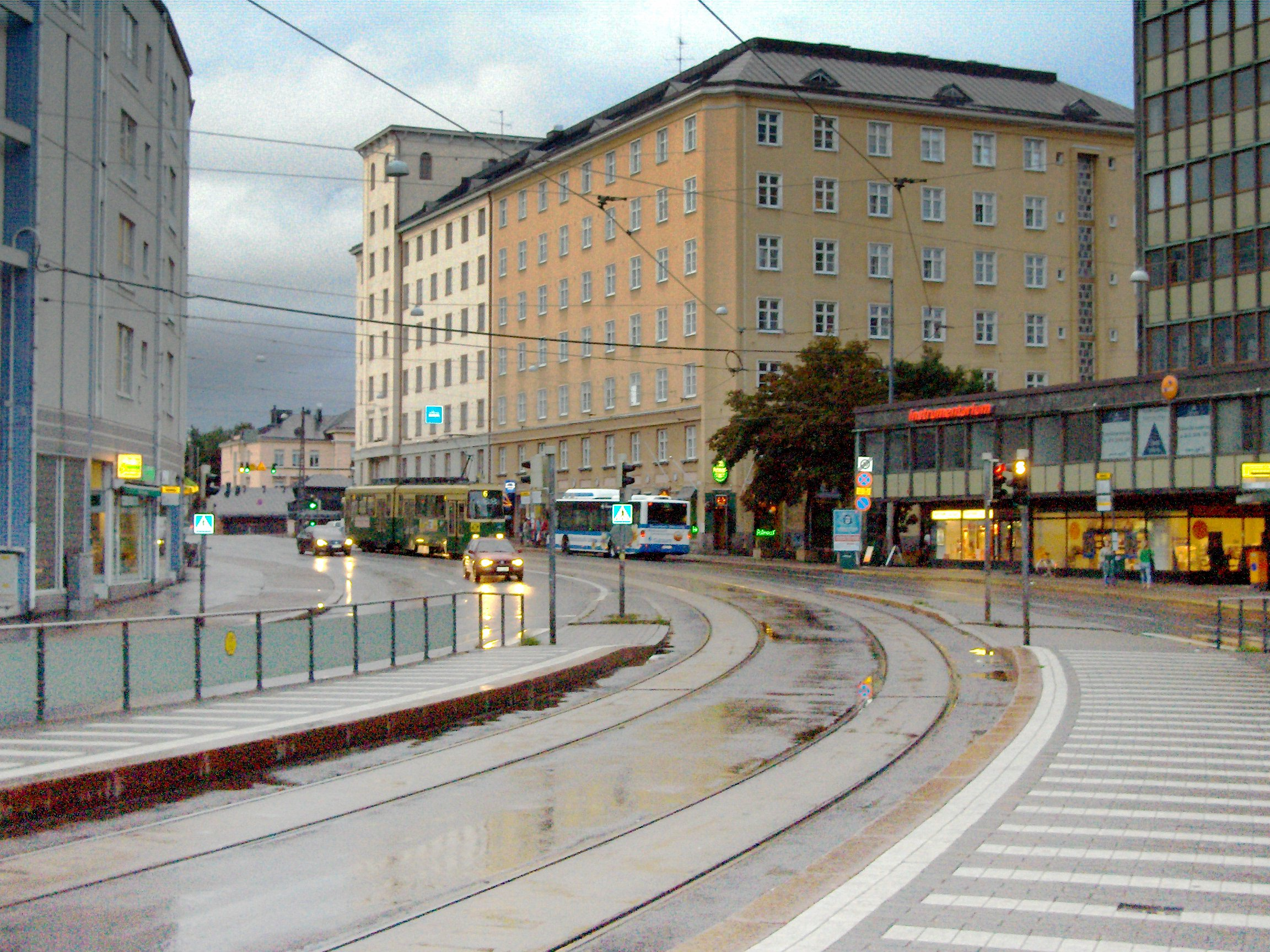
La "courbe" de Sörnäinen
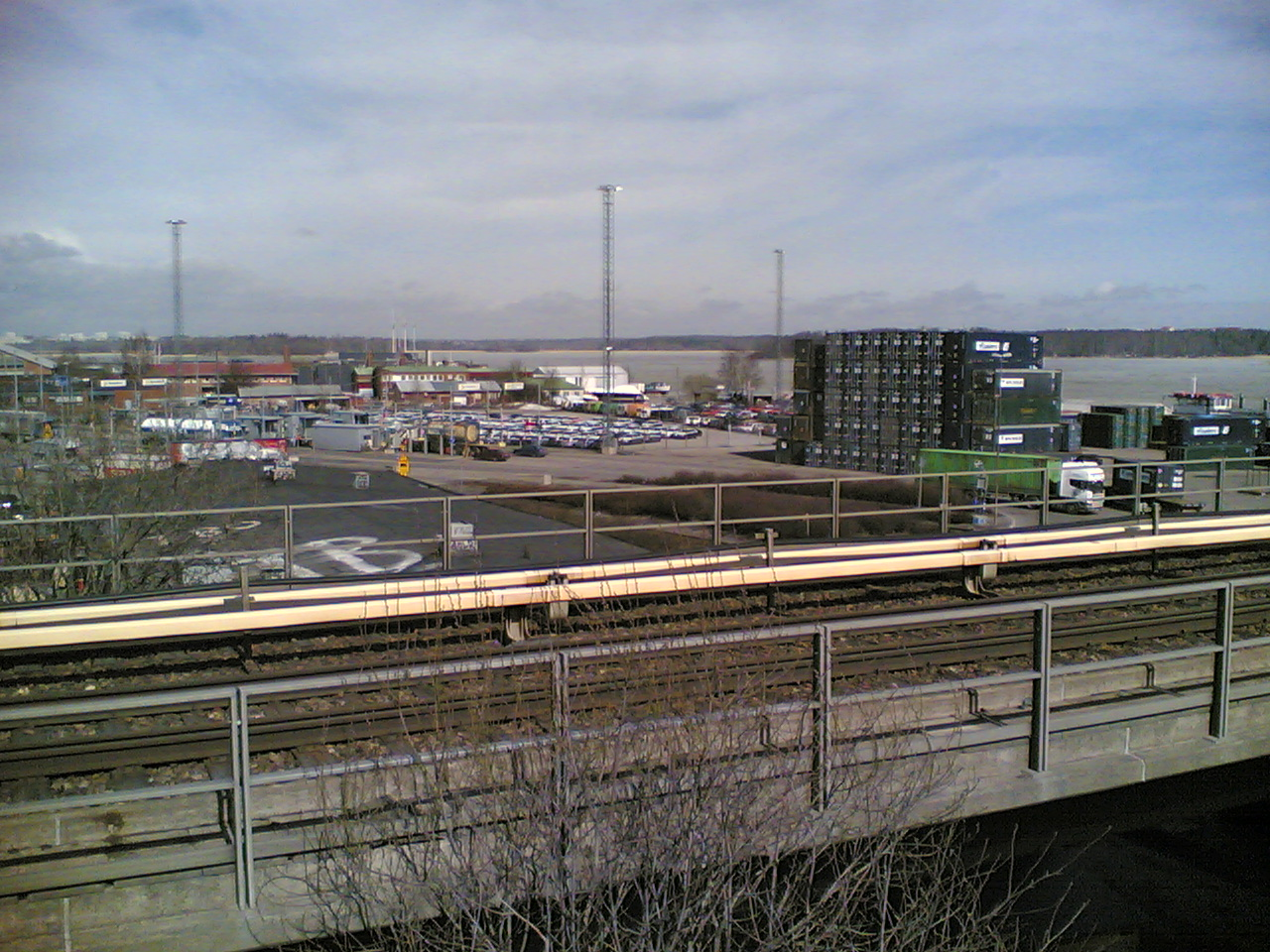
Sörnäinen vu de l'itäväylä.
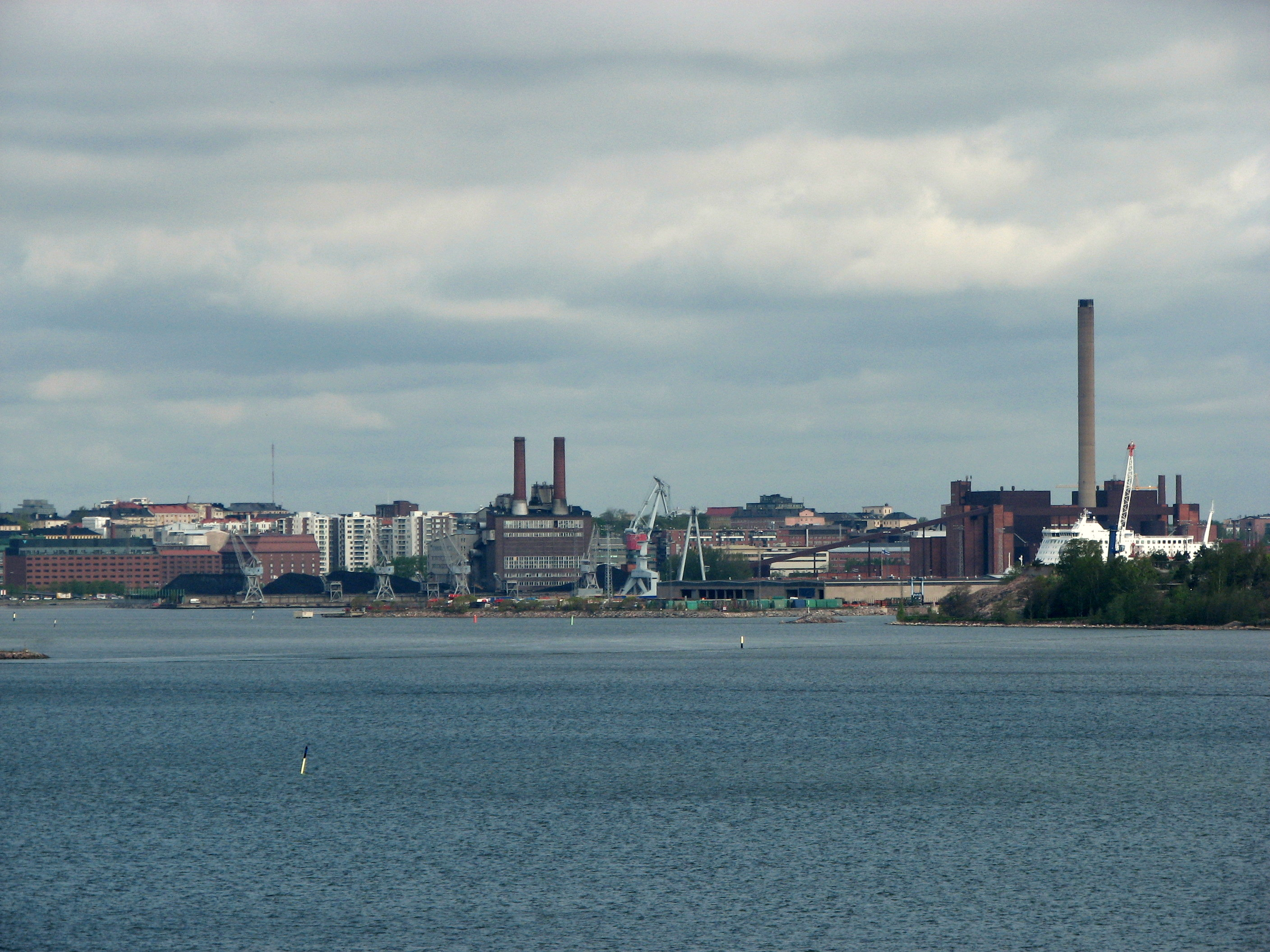
Sörnäinen vu de la mer.

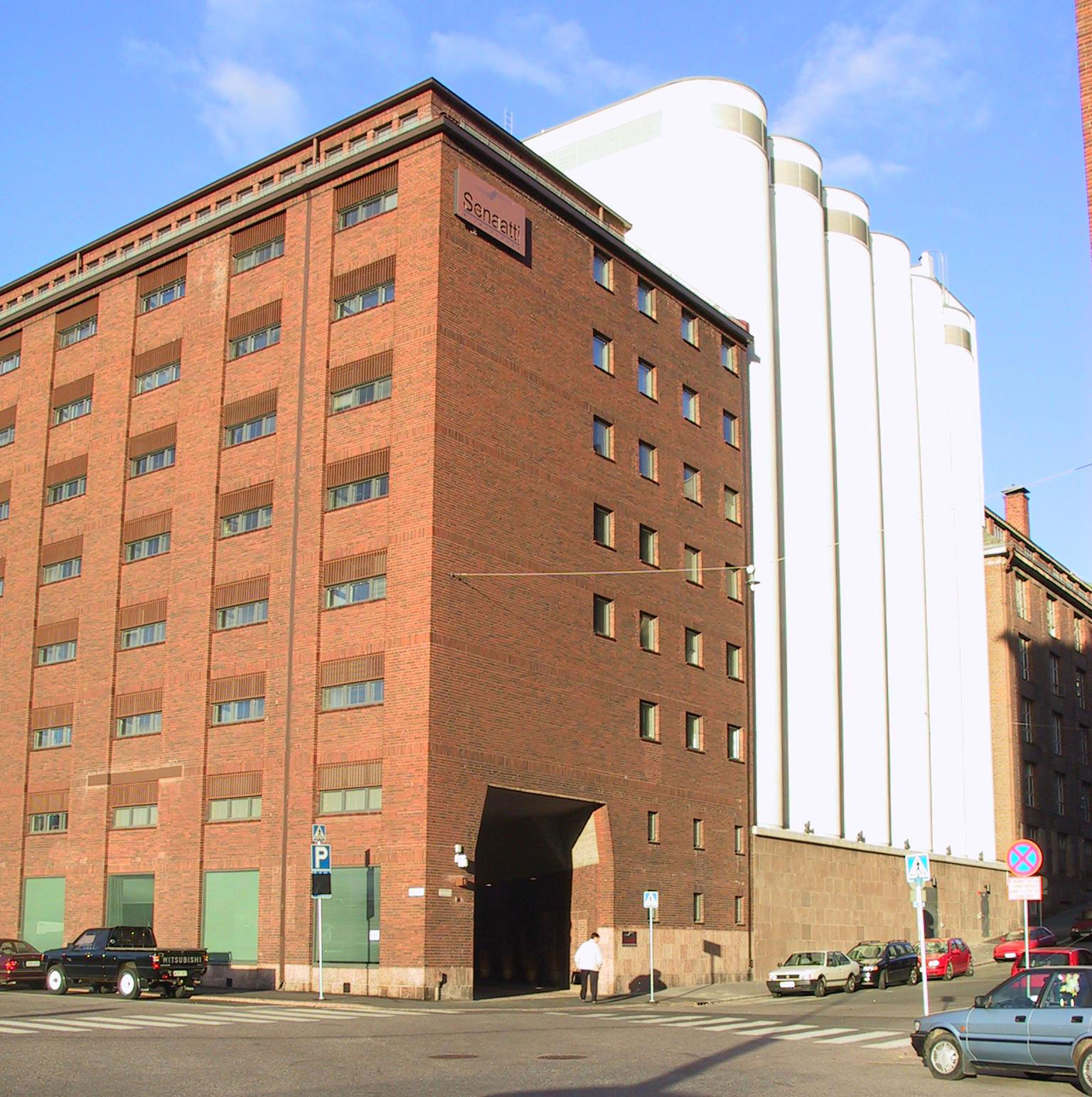
Siège des propriétés du Sénat
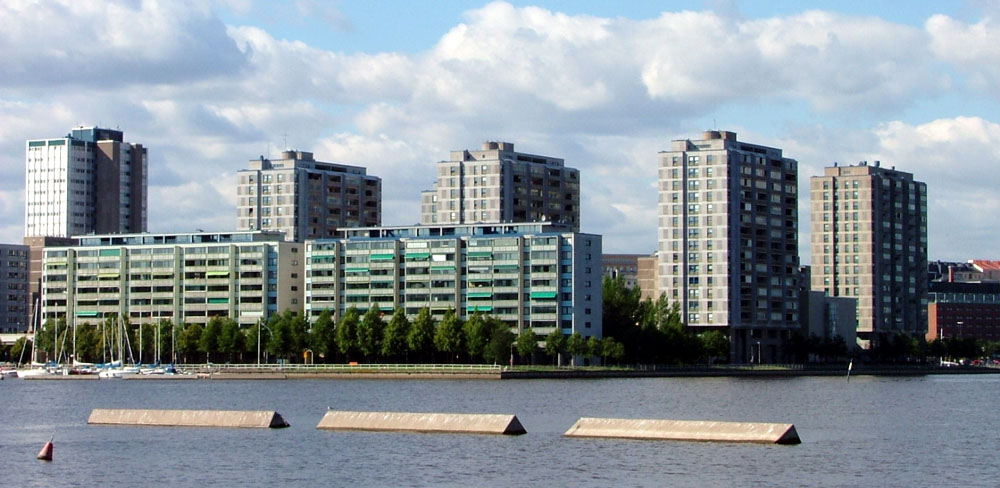
Merihaka vu de Tervasaari.
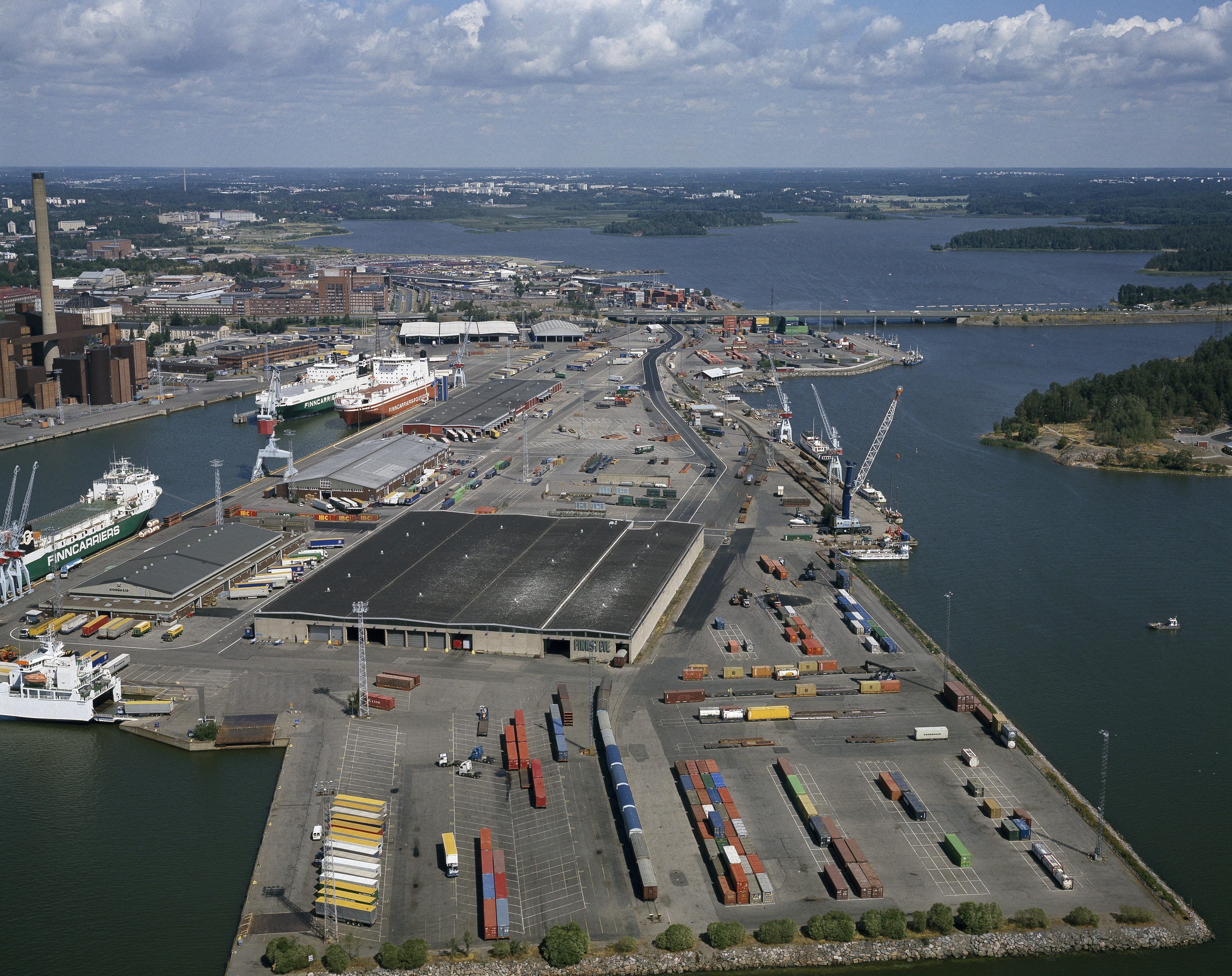
Port de Sörnäinen.
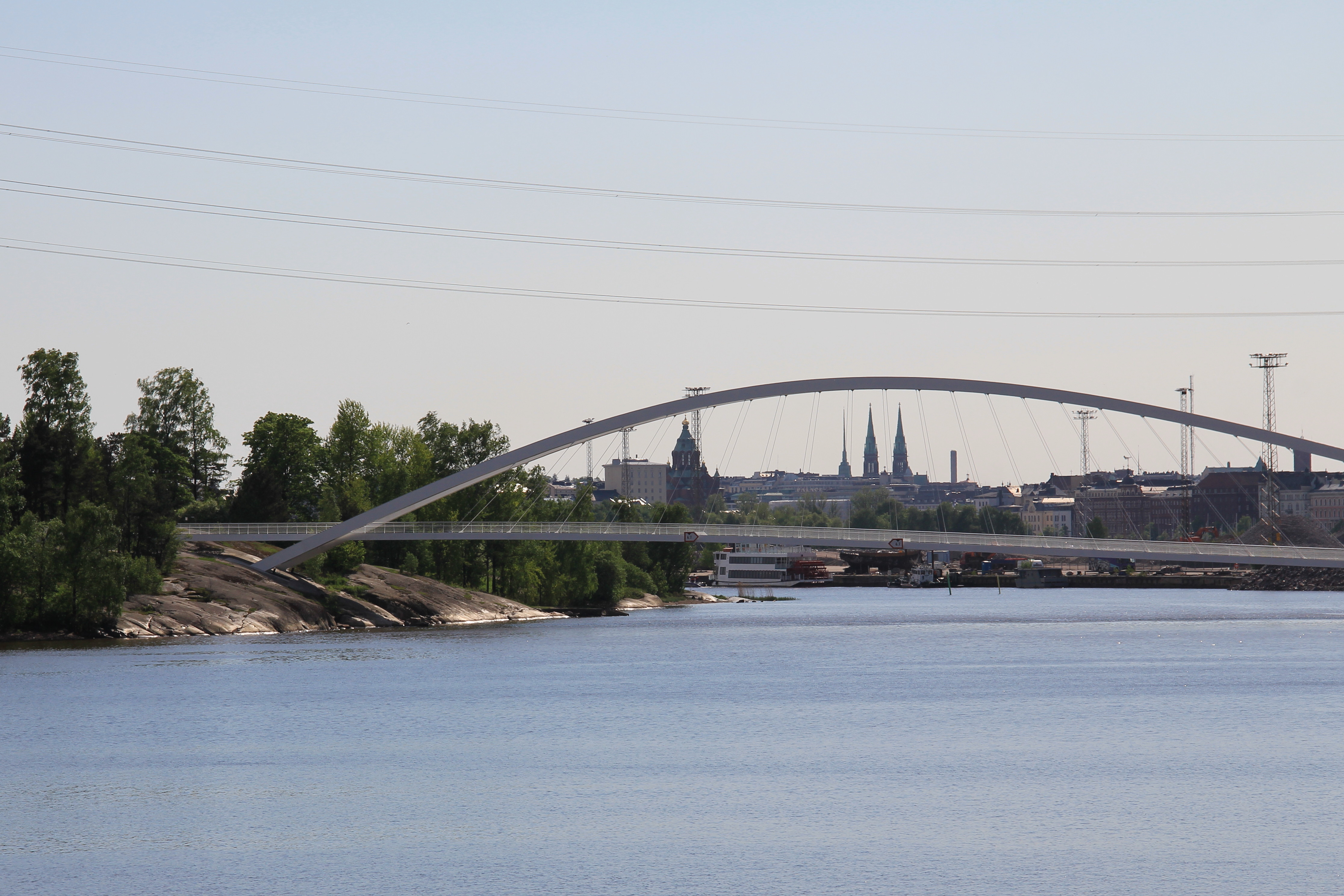
Le pont isoisänsilta.